# Erax nubeculus
Erax nubeculus là một loài ruồi trong họ Asilidae. Erax nubeculus được Loew miêu tả năm 1848.